# 天紀增二
武仙座25，又名BD+37 2750，HD 148283、SAO 65290、HR 6123，是武仙座的一颗恒星，视星等为5.54，位于銀經59.9，銀緯44.23，其B1900.0坐标为赤經16h 21m 50.3s，赤緯+37° 44.23′ 18″。